# Franciszek Olejniczak (duchowny)
Franciszek Olejniczak (ur. 4 października 1877 w Poznaniu, zm. 2 listopada 1965 w Gostyniu) – polski ksiądz, wychowawca, społecznik.

## Życiorys
Urodził się 4 października 1877 w Poznaniu na Jeżycach. Mieszkał tam razem z rodzicami Jakubem i Pelagią z domu Kapałczyńską. Tu rozpoczął swoją edukację – uczył się kolejno w szkole elementarnej, Miejskiej Szkole Obywatelskiej, Gimnazjum św. Marii Magdaleny. Pracował w samokształceniowych kółkach konspiracyjnych. Poszerzał tam wiedzę o języku ojczystym i historii Polski. Na jego trop wpadły władze pruskie, dlatego postanowił kontynuować swoją naukę na Pomorzu. W Białogardzie w 1899 roku zdał maturę. W 1900 roku wstępuje do Seminarium Duchownego w Poznaniu. Święcenia kapłańskie otrzymał 13 grudnia 1903 roku. Jego pierwszym miejscem posługi duszpasterskiej był wikariat w Markowicach. 8 grudnia 1904 roku otrzymał nominację na wikariusza w Gostyniu. Pracował tam także jako nauczyciel katechezy; aktywnie starał się pomóc alkoholikom; organizował kursy z historii ojczystej, literatury, ortografii i geografii; patronował Towarzystwu Młodych Robotników i Terminatorów, a każdemu jego członkowi wręczał egzemplarz "Pana Tadeusza"; działał na rzecz Towarzystwa Czytelni Kobiet. W latach 1911–1914 wyjeżdżał do Brunszwiku, Meklemburgii i Turyngii, gdzie objął opieką duszpasterską polskich robotników. W roku 1918 przygotowywał Gostyń i okolice na powrót wygnanych filipinów. Z inicjatywy ks. Franciszka Olejniczaka zostało zwołane zebranie, na którym postanowiono wybudować nowy gmach gimnazjum w Gostyniu. Cztery lata później objął stanowisko dyrektora tej szkoły. Dzięki jego działalności udało się zebrać środki na budowę gmachu i zachęcić do pomocy lokalną społeczność. W swojej szkole wprowadził nowoczesne metody nauczania. Wykorzystywał w tym celu przeźrocza, liczne zbiory geologiczne, przyrodnicze i historyczne oraz specjalistyczne pracownie. Zauważył to Prezydent RP Ignacy Mościcki. Postanowił on przyznać Księdzu medal, jednak Franciszek Olejniczak postanowił zamienić go na nowoczesną pracownię chemiczną dla swojej szkoły. Niedługo potem zachorował na jaskrę. Był dwukrotnie aresztowany w czasie II wojny światowej – 21 września 1939 i 2 lutego 1940 roku. Więziony najpierw w Gostyniu, potem w Lesznie, a następnie w Poznaniu, w Forcie VII (KL Posen). Wypuszczony w czerwcu tego samego roku, ale z zakazem powrotu do Gostynia. W tym czasie zamieszkał w Poznaniu. Do Gostynia wrócił w 1945 roku i od razu rozpoczął prace nad odbudowaniem budynku gimnazjum. Powołał w tym celu Bank Ducha Świętego. Z pozostałych środków, postanowił wybudować Osiedle Dobrej Woli dla najbiedniejszych, dzieła tego jednak nie dokończono z powodów politycznych. Ostatnim przedsięwzięciem Księdza była budowa domu starców imienia "Matysiaków", za co otrzymał podziękowanie od władz centralnych. Zmarł 2 listopada 1965 w Gostyniu.

## Cytaty
- "Omnes unum simus – wszyscy jesteśmy jednością" – hasło, którym kierował się ks. Franciszek Olejniczak i które jest mottem ZSO w Gostyniu (dawnego Gimnazjum w Gostyniu),
- "Stąd wyszli na szaniec śmierci by nam dać zwycięstwo bohaterowie nasi najdrożsi" – słowa, widniejące na tablicy, która upamiętnia tragiczne rozstrzelanie mieszkańców Ziemi Gostyńskiej na miejskim rynku.